# ヨーゼフ・アウグスト・フォン・エスターライヒ
ヨーゼフ・アウグスト・フォン・エスターライヒ（ドイツ語: Joseph August von Österreich, 1872年8月9日 - 1962年7月6日）は、オーストリア大公位を有するハプスブルク＝ロートリンゲン家の一員。ハンガリー宮中伯ヨーゼフ・アントン大公の孫にあたる。ハンガリー名はハブスブルグ＝ロタリンギアイ・ヨージェフ・アーゴシュト（ハンガリー語: Habsburg–Lotaringiai József Ágost）。最後まで存命したオーストリア＝ハンガリー軍の元帥であった。

## 生涯
ヨーゼフ・カール大公の長男としてハンガリーのアルチュートドボズに生まれる。母はザクセン＝コーブルク＝ゴータ家の公子アウグストの娘でブルガリア王フェルディナントの姉であるクロティルデ。
1893年にバイエルン王子レオポルトの娘アウグステ・マリア・ルイーゼと結婚した。彼女の母ギーゼラは、ヨーゼフ・アウグストの再従兄に当たる皇帝フランツ・ヨーゼフ1世の次女であり、ヨーゼフ・アウグストは皇帝の孫娘の婿となった。
1890年に第1歩兵連隊の中尉となって軍人としてのキャリアを開始し、1908年に将官に昇進、1911年には元帥に任じられた。第一次世界大戦が勃発すると、ガリツィア戦線で第7軍団の指揮を取った。後に対イタリア前線に移り、ロシア軍とルーマニア軍に対抗するためにトランシルヴァニアへと転戦した。
戦後、オーストリア＝ハンガリー帝国から分離したハンガリーでソビエト政府がハンガリー国民軍によって倒された後、ヨーゼフ・アウグストは新たなハンガリー王国の国王に擁立された。しかし、ハプスブルク＝ロートリンゲン家の一員であるヨーゼフ・アウグストの即位は協商国やルーマニアの承認が得られず、この「王国」はホルティ・ミクローシュを摂政として国王が空位のまま成立した。
1936年から1944年までハンガリー科学アカデミーの会長を務めた。ホルティが失脚した1944年にアメリカ合衆国へ逃れた。
戦後の1946年に姉のトゥルン・ウント・タクシス侯妃マルガレーテ・クレメンティーネを頼って西ドイツのバイエルン州に移り住み、1962年に同地で没した。

## 家族

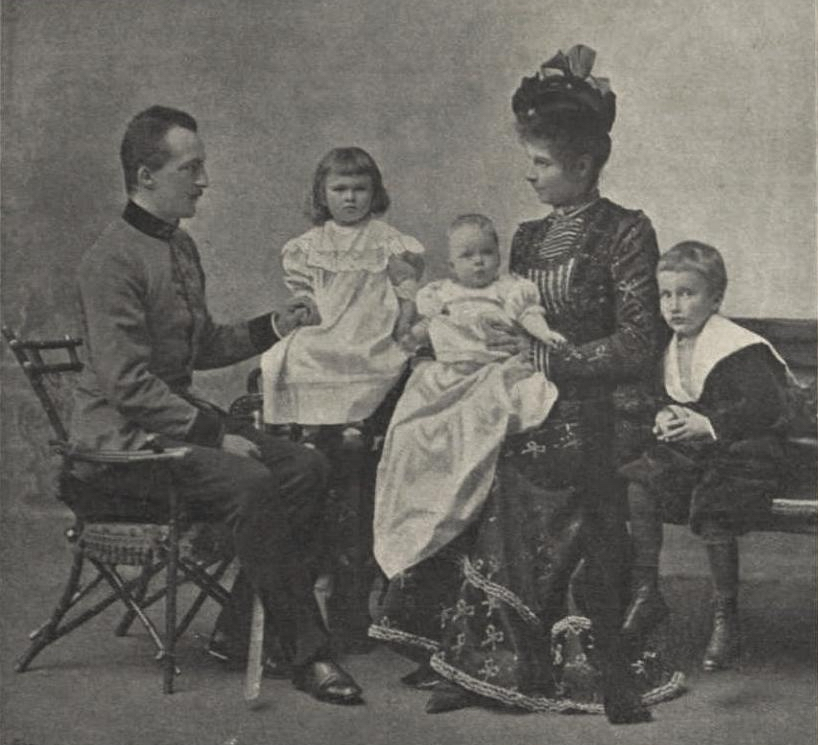
ヨーゼフ・アウグスト大公と家族（1900年）

アウグステ・マリア・ルイーゼ妃との間には、6人の子供が生まれた。
- ヨーゼフ・フランツ（1895年 - 1957年）
- ギーゼラ・アウグステ（1897年 - 1901年）
- ゾフィー・クレメンティーネ（1899年 - 1978年）
- ラディスラウス・ルイトポルト（1901年 - 1946年）
- マティアス・ヨーゼフ（1904年 - 1905年）
- マグダレーナ・マリア（1909年 - 2000年）